# Polyrhachis decellei
Polyrhachis decellei är en myrart som beskrevs av Bolton 1973. Polyrhachis decellei ingår i släktet Polyrhachis och familjen myror. Inga underarter finns listade i Catalogue of Life.